# Бурш, Дэниел Уилер
Дэниел Уилер Бурш (англ. Daniel Wheeler Bursch, 25 июля 1957, Бристол, Пенсильвания, США) — американский астронавт-исследователь НАСА, совершивший 4 космических полёта общей продолжительностью 226 суток 22 часа 18 минут 34 секунды.

## Биография
Дэниел Уилер Бёрш родился 25 июля 1957 года в Бристоле (округ Бакс штата Пенсильвания). Затем его семья переехала в Вестал (штат Нью-Йорк), где Дэниел в 1975 году окончил среднюю школу.
В 1979 году Дэниел получил степень бакалавра наук по физике в Военно-морской Академии США Аннаполиса. После Академии Дэниел поступил на службу в ВМС США, где с весны 1980 году стал морским лётчиком, пройдя подготовку в Пенсаколе (Флорида).
В январе 1981 года Дэниел получил назначение в 34-ю ударную эскадрилью (англ. Attack Squadron 34) и проходил службу на борту авианосцев «Джон Кеннеди» в Средиземном море и «Америка» в Северной Атлантике и Тихом океане, летая на штурмовике A-6E Intruder.
В 1984 году Дэниел Бурш окончил Школу лётчиков-испытателей ВМС в авиабазе Пэтъюксент Ривер (англ. NAS Patuxent River), штат Мэриленд, где и остался в качестве лётчика-инструктора.
В апреле 1987 года получил назначение командиром в 1-й патрульно-крейсерской группы (англ. Cruiser-Destroyer Group 1) в Индийском океане на авианосцах «Лонг Бич» и «Мидуэй».
В 1991 году Дэниел окончил аспирантуру в Монтерее и получил степень магистра по специальности машиностроение.

## Работа в НАСА
В 1987 году Дэниел принимал участие в 12-м наборе в отряд астронавтов, где в числе 117 претендентов прошёл в финал. В апреле, в составе 5-й группы кандидатов, проходил собеседование и медицинское обследование в Космическом центре им. Джонсона (англ. Johnson Space Center) в Хьюстоне, но отобран не был.
В январе 1990 года Бурш был зачислен в отряд астронавтов НАСА в составе 13-го набора в качестве специалиста полёта. Прошёл полный курс ОКП, по окончании получив квалификацию специалиста полёта и назначение в отдел астронавтов НАСА. Работал в Отделении развития операций, был руководителем отделения связи с общественностью астронавтов, являлся оператором связи с экипажем (CAPCOM) в ЦУПе.
В январе 2003 года Дэниел Бурш был переведён на должность астронавта-менеджера и до начала 2005 года работал в Аспирантуре ВМС США (англ. Naval Postgraduate School) в качестве инструктора в группе космических систем (Space Systems Academic Group). В июне 2005 года Дэниел покинул отряд астронавтов и работал в компании The Aerospace Corporation.

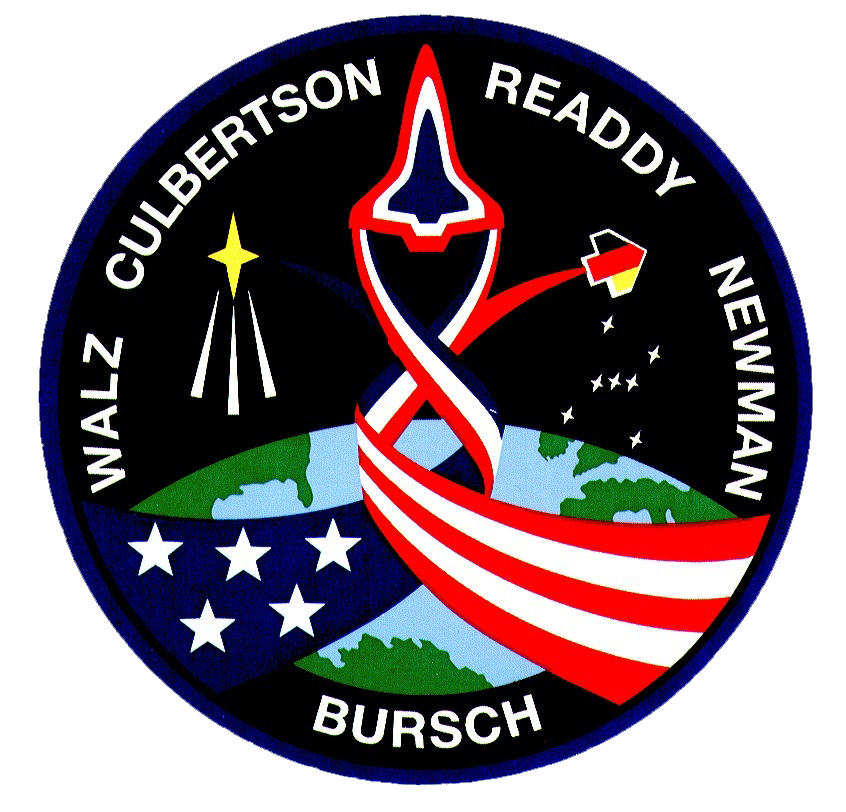
Дискавери STS-51

## Первый полёт
Свой первый полёт Дэниел совершил в качестве специалиста полёта на шаттле Дискавери STS-51. Продолжительность полёта, в период с 12 по 22 сентября 1993 года, составила 9 суток 20 часов 11 минут и 56 секунд.

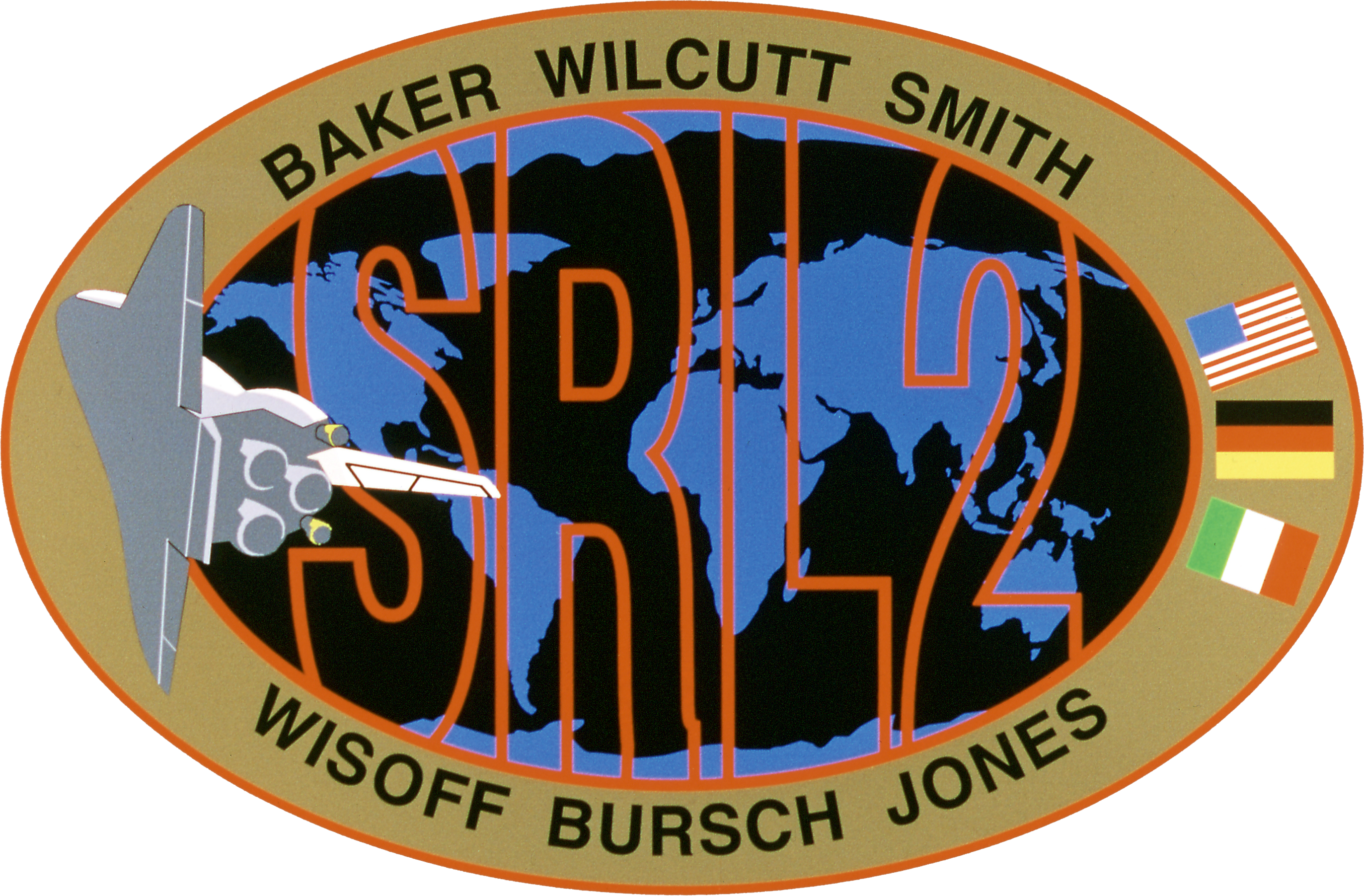
Индевор STS-68

## Второй полёт
Осенью 1994 года, c 30 сентября по 11 октября, Бурш совершил свой второй космический полёт: в качестве специалиста полёта шаттла Индевор STS-68.
Общая продолжительность полёта составила 11 суток 5 часов 47 минут и 10 секунд.

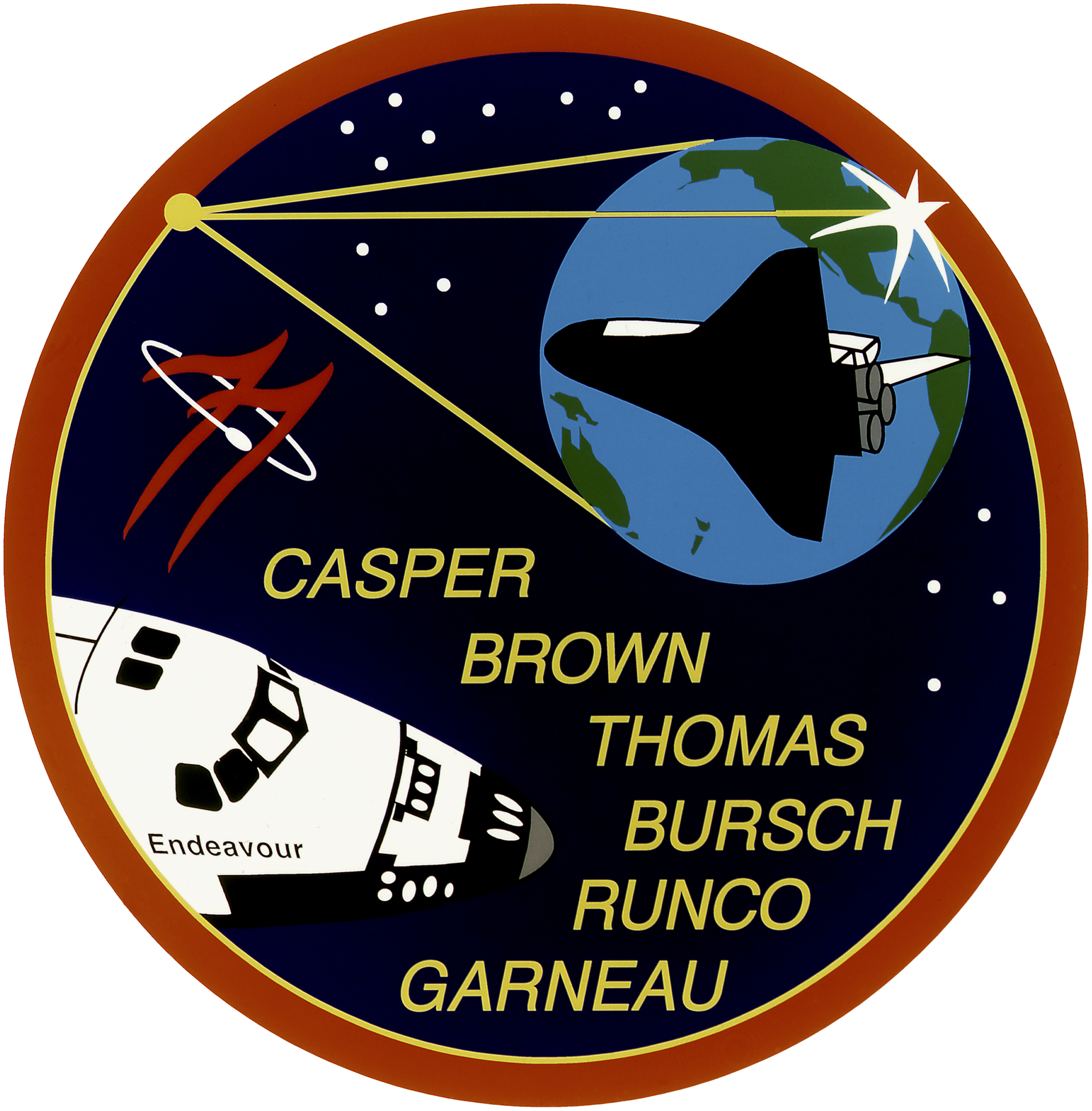
Индевор STS-77

## Третий полёт
С 19 по 29 мая 1996 года Дэниел, в качестве специалиста полёта совершил третий космический полёт на шаттла Индевор STS-77.
Общая продолжительность полёта составила 10 суток 0 часов 40 минут и 11 секунд.

## Четвёртый полёт
17 ноября 1997 года Дэниел Бурш получил назначение в дублирующий экипаж МКС-2 и основной экипаж МКС-4 (вместе с Ю. Онуфриенко и К. Уолзом), после чего с ноября 1997 по октябрь 2001 года проходил экипажную подготовку по программам МКС-2 и МКС-4.
29 января 2001 года Бурш в составе 4-й долговременной экспедиции был назначен в экипаж STS-108.

МКС-4

Четвёртый полёт Бурш совершил в качестве бортинженера МКС-4 с 5 декабря 2001 года по 19 июня 2002 года. На Землю Дэниел вернулся в составе экипажа шаттла Индевор STS-111.
Во время полёта Бурш выполнил два выхода в открытый космос:
- 25 января 2002 года, длительность 5 часов 59 минут — в паре с астронавтом Юрием Онуфриенко. Установка газозащитных устройств EPA (англ. Efflux Protection Assembly), аппаратуры «Платан-М» и антенны РЛС WA-4 (четвёртая антенна системы РЛС, обеспечивающая работу в коротковолновых диапазонах).
- 20 февраля 2002 года, длительность 5 часов 49 минут — в паре с Карлом Уолзом. Подготовка к установке центральной секции S0 Основной фермы и проверка работ систем шлюзового отсека (ШО) «Quest»[4].

Общая продолжительность полёта составила 195 суток 19 часов 39 минут 17 секунд.

## Награды
- Медаль «За заслуги в освоении космоса» (12 апреля 2011 года) — за большой вклад в развитие международного сотрудничества в области пилотируемой космонавтики[5].

## Личная жизнь
Женат на урождённой Рони Дж. Паттерсон из Модесто. Четверо детей. 
Дэниел увелкается теннисом, софтболом, виндсерфингом, катанием на лыжах, является радиолюбителем с позывным KD5PNU.